# Cantone di Frontignan
Il Cantone di Frontignan è una divisione amministrativa dell'arrondissement di Montpellier.
A seguito della riforma approvata con decreto del 26 febbraio 2014, che ha avuto attuazione dopo le elezioni dipartimentali del 2015, il numero dei comuni non ha subìto modifiche.

## Composizione
I 6 comuni facenti parte prima della riforma del 2014 erano:
- Balaruc-les-Bains
- Balaruc-le-Vieux
- Frontignan
- Mireval
- Vic-la-Gardiole
- Villeneuve-lès-Maguelone

Dal 2015 i comuni appartenenti al cantone sono i seguenti 6:
- Balaruc-les-Bains
- Balaruc-le-Vieux
- Frontignan
- Gigean
- Mireval
- Vic-la-Gardiole